# Martine Blanc
Pour les articles homonymes, voir Blanc (homonymie).
 (juin 2015).
Si vous disposez d'ouvrages ou d'articles de référence ou si vous connaissez des sites web de qualité traitant du thème abordé ici, merci de compléter l'article en donnant les références utiles à sa vérifiabilité et en les liant à la section « Notes et références ».
Martine Blanc-Rérat, née le 16 septembre 1944 à Clermont-Ferrand, est une illustratrice et autrice de livres pour la jeunesse française

## Biographie
Martine Blanc-Rérat est diplômée d’architecture de l'École nationale supérieure des beaux-arts de Paris. Elle est l'autrice d’une dizaine de livres pour enfants dont Les Inventions de Timothée, la série Two Hoots réalisée avec Helen Cresswell et Jésus 2000 ans déjà.

## Publications

### Timothée
- Les Inventions de Timothée, Fernand Nathan, Paris, 1974, traduit en anglais, allemand et japonais.
- Timothée photographe, Fernand Nathan, Paris, 1976, traduit en anglais, allemand et japonais.

### SérieTwo Hoots(texte d’Helen Cresswell)
- Two Hoots, Londres, Ernest Benn Limited, 1974  (ISBN 0510118429).
- Two Hoots go to the sea, Londres, Ernest Benn Limited, 1974  (ISBN 0510118437).
- Two Hoots and the Big Bad Bird, Londres, Ernest Benn Limited, 1975  (ISBN 0510118445).
- Two Hoots in the Snow, Londres, Ernest Benn Limited, 1975  (ISBN 0510118453).
- Two Hoots Play Hide-And Seek, Londres, Ernest Benn Limited, 1977  (ISBN 0510118038).
- Two Hoots and the King, Londres, Ernest Benn Limited, 1977  (ISBN 0510118003).

### Varia
- Pelé, Velu et Dodue, Paris, Fernand Nathan, 1980  (ISBN 2092715240), traduit en néerlandais.
- Jésus 2000 ans déjà, Paris, Le Cerf, 1999  (ISBN 978-2204064187), traduit en anglais et allemand.
- Autour de Jésus - La Bible pour les enfants, Paris, Téqui, 2019  (ISBN 978-2740322000).